# Conjectura de Fermat-Catalan
A conjectura de Fermat-Catalan é que {\displaystyle a^{m}+b^{n}=c^{k}\quad } tem apenas um número finito de soluções quando {\displaystyle a,b,c} são inteiros coprimos positivos e {\displaystyle m,n,k} são inteiros positivos que satisfazem {\displaystyle {\frac {1}{m}}+{\frac {1}{n}}+{\frac {1}{k}}<1}.
Existem atualmente apenas 10 soluções conhecidas.
{\displaystyle 1^{m}+2^{3}=3^{2}\;}
{\displaystyle 2^{5}+7^{2}=3^{4}\;}
{\displaystyle 13^{2}+7^{3}=2^{9}\;}
{\displaystyle 2^{7}+17^{3}=71^{2}\;}
{\displaystyle 3^{5}+11^{4}=122^{2}\;}
{\displaystyle 33^{8}+1549034^{2}=15613^{3}\;}
{\displaystyle 1414^{3}+2213459^{2}=65^{7}\;}
{\displaystyle 9262^{3}+15312283^{2}=113^{7}\;}
{\displaystyle 17^{7}+76271^{3}=21063928^{2}\;}
{\displaystyle 43^{8}+96222^{3}=30042907^{2}\;}